# Lorina Petrowna Repina
Lorina Petrowna Repina (russisch Лорина Петровна Репина; * 29. September 1947) ist eine sowjetische bzw. russische Mediävistin und Hochschullehrerin.

## Leben
Repina studierte an der Lomonossow-Universität Moskau (MGU) in der Historischen Fakultät mit Abschluss 1971 am Lehrstuhl für Mittelalter-Geschichte.
Es folgte die Aspirantur am Moskauer Institut für Allgemeine Geschichte (IWI) der Akademie der Wissenschaften der UdSSR (AN-SSSR, seit 1991 Russische Akademie der Wissenschaften (RAN)) bei Jewgenija Gutnowa mit Abschluss 1974. Sie verteidigte dort 1975 ihre Dissertation über den Stadtbürger-Stand und die Feudalherrschaft im England des 14. Jahrhunderts mit Erfolg für die Promotion zur Kandidatin der historischen Wissenschaften.
Repina blieb am IWI und widmete sich der Methodologie der Geschichte, der Historiographie und der Geistesgeschichte Westeuropas. Als Teil der modernen britischen Historiographie veröffentlichte sie 1980 mit B. T. Kabanow ein biografisch-bjbliographisches Handbuch. Mit Galina Swerewa und Wladimir Sogrin beschrieb sie die moderne Historiographie Großbritanniens. Ihre Doktor-Dissertation über die Sozialgeschichte in der Historiographie des 20. Jahrhunderts mit dem Vergleich der wissenschaftlichen Traditionen mit den neuen Ansätzen verteidigte sie 1998 mit Erfolg für die Promotion zur Doktorin der historischen Wissenschaften.
Repina war 1999–2016 wissenschaftliche Vizedirektorin des IWI. Ein Forschungsschwerpunkt Repinas war die Geschlechtergeschichte geworden.  Mit Alexandra Gennadjewna Suprijanowitsch veröffentlichte sie 2006 eine Chrestomathie über die Geschlechtergeschichte des westeuropäischen Mittelalters.
Seit 1994 lehrt Repina an der Russischen Staatlichen Geisteswissenschaftlichen Universität (RGGU) und leitet einen Lehrstuhl. An der Wirtschaftshochschule Moskau (WSchE) ist sie wissenschaftliche Hauptmitarbeiterin. Zur Professorin wurde sie 2002 ernannt. Sie wurde 2011 zum Korrespondierenden Mitglied der RAN gewählt.

## Ehrungen, Preise
- Karejew-Preis der RAN (2009)[1]